# Raskol
Raskol — мини-альбом польской блэк-метал-группы «Батюшка», выпущенный 7 августа 2020 года на лейбле Witching Hour Productions. По заявлению группы, они хотят вернуться к своим корням в музыкальном и лирическом плане и продолжить атмосферу своего дебюта. С этой целью «Раскол / Раскол» состоит из пяти песен, посвящённых Стихирарю — сборнику песнопений, который использовался в православной церкви до XVII века.
В 2024 году был переиздан независимо после смены названия группы на «Патриархь».

## Список композиций
| №                   | Название            | Длительность |
| ------------------- | ------------------- | ------------ |
| 1.                  | «Irmos I»           | 4:49         |
| 2.                  | «Irmos II»          | 5:54         |
| 3.                  | «Irmos III»         | 6:45         |
| 4.                  | «Irmos IV»          | 7:39         |
| 5.                  | «Irmos V»           | 5:23         |
| Общая длительность: | Общая длительность: | 30:30        |

## Участники записи
- Варфоломей (Бартоломей Крысюк) — вокал, продюсирование
- Тарлахан — гитара, бас
- Blazej — бэк-вокал
- Paweł Jaroszewicz — ударные